# اتل اسمیت (دونده)
اتل اسمیت (انگلیسی: Ethel Smith؛ ۵ ژوئیه ۱۹۰۷ – ۳۱ دسامبر ۱۹۷۹) دونده اهل کانادا بود.
از افتخارات وی میتوان به کسب مدال طلا دو ۴×۴۰۰ متر در بازی‌های المپیک تابستانی ۱۹۲۸ اشاره کرد.